# Konzervacija fotografija
Konzervacija fotografija je aktivnost koja se bavi zbrinjavanjem te obradom fotografskog materijala, uključujući i detaljno poznavanje starih i novih fotografskih tehnika te znanje o uzroku propadanja fotografskog materijala kao i znanje o zaštiti od spomenutog. Konzervatori restauratori koriste ove spoznaje u svrhu rada na fotografskoj baštini, te za usporavanje daljnjeg propadanja iste, ali ponekad i za neposredan rad na obnovi oštećenih fotografija odnosno fotografskih negativa i to iz isključivo estetskih razloga.

## Tehnike konzervacije
Postupci variraju od vrlo jednostavnih popravaka otkinutih dijelova ili ravnanja svinutih dijelova do složenijih zahvata poput uklanjanja raznih mrlja.
Briga o fotografskoj baštini, odnosno preventivna zaštita zbirki fotografija, važan je aspekt konzervacije fotografskog materijala. U posljednje vrijeme na važnosti sve više dobiva i svijest o potrebi preventivne konzervacije, prije svega putem kontrole mikroklimatskih uvjeta u čuvaonicama i prostorima za izlaganje.
Raspon materijala kojima se konzervatori fotografske baštine bave kreće se od dagerotipija, ambrotipija, kositrenog tiska, to jest raznih tehnika korištenih tijekom 19. stoljeća, te srebro želatinskih i kromogenih otisaka 20. stoljeća, pa sve do suvremenih tehnika digitalne fotografije.
Konzervatori fotografske baštine u pravilu ne rade na filmskom materijalu, jer ovaj zahtijeva poseban i drugačiji pristup, odnosno istim se bave konzervatori filmskog materijala.

## Propadanje fotografskog materijala, zaštita, te umjetnička vrijednost istog
Što duži životni vijek fotografije zahtijeva prije svega minimalnu uporabu te prvorazredne uvjete čuvanja. Činjenica je da umjetnički i povijesni predmeti služe i za korištenje ali i obogaćivanje naše egzistencije, a bez izlaganja javnosti isti bi bez prije spomenutog ostali nepoznati. Pristup ovoj baštini mora biti javan ali istovremeno i strogo kontroliran kako ne bi došlo do neželjenih gubitaka.
Jedno od rješenja ovog problema svakako je i digitalizacija zbirki fotografija, prije svega zbog smanjenja rizika od oštećenja i ubrzanog propadanja. No ograničenje pristupa pak potkopava potrebu za zaštitom i to kroz marginalizaciju javnosti koja očekuje dobrobit od sačuvanih objekata. Fotografija posjeduje potencijal prelaska jezičnih barijera putem svojih unutarnjih značenja, te tako izvorni sadržaj treba biti smatran vrijednim naše pažnje.
Vrijeme za koje je objekt nedostupan i čeka na zahvat izgubljeno je, te bi možda bilo bolje da je isti bio kontinuirano na rapolaganju istraživačima. Propadanjem pak predmet gubi svoju izvornu vrijednost. Zaštita stoga doprinosi održanju njegove vrijednosti.
U svijetu tržišta umjetninama odražava se nadalje druga strana problema, ona zaokupljena prije svega materijalnom vrijednošću. 

## Konzervatorske organizacije
U svijetu je svakako najvažnija organizacija koja okuplja konzervatore restauratore fotografskog materijala radna grupa za konzervaciju fotografija komiteta za konzervaciju međunarodnog muzejskog savjeta ICOM-CC.

## Zakonska regulativa i zaštita prava konzervatora restauratora
Ako izuzmemo opće zakonske akte rad konzervatorsko-restauratorske službe u Hrvatskoj, pa i konzervatora restauratora fotografskog materijala danas prije svega određuju sljedeći propisi:
Za restauratore i restauratore tehničare koji rade u Hrvatskom restauratorskom zavodu, Hrvatskom državnom arhivu, Nacionalnoj i sveučilišnoj knjižnici, te samostalno, odnosno za restauratore i preparatore koji rade u muzejima:
- Pravilnik o stručnim zvanjima za obavljanje poslova na zaštiti i očuvanju kulturnih dobara te uvjetima i načinu njihova stjecanja (NN 104/19 na snazi od 8. 11. 2019.)

- Pravilnik o uvjetima za dobivanje dopuštenja za obavljanje poslova na zaštiti i očuvanju kulturnih dobara (NN 98/18)

Gore spomenuti pravilnik konzervaciju fotografskog materijala niti ne navodi kao specijalnost,što je veliki propust birokracije Ministarstva kulture RH.

## Školovanje konzervatora fotografskog materijala
Trenutačno u Hrvatskoj ne postoji studij posvećen konzervaciji i restauraciji fotografskog materijala.